# ブギ・ウギ (EUROGROOVEの曲)
「BOOGIE WOOGIE」（ブギ・ウギ）は、EUROGROOVEの楽曲で5作目のシングル。1995年6月21日にcutting edgeから発売された。

## 概要
前作「RESCUE ME」に引き続き、ゲスト・ヴォーカルにダニー・ミノーグを迎えたシングル。
フジテレビ系列ドラマ『湘南リバプール学院』の挿入歌に使用された。

## 収録曲
3" シングル
1. ブギ・ウギ (オリジナル・ミックス) - 4:11
2. ブギ・ウギ (エクステンデッド・ミックス) - 6:21
3. ブギ・ウギ (クラブ・ミックス) - 4:49